# Tropidonophis multiscutellatus
Espèce
Synonymes
- Natrix mairii multiscutellata Brongersma, 1948

Tropidonophis multiscutellatus est une espèce de serpents de la famille des Natricidae.

## Répartition
Cette espèce est endémique de Nouvelle-Guinée. Elle se rencontre tant dans la partie Papouane-néo-guinéenne que dans la partie indonésienne.

## Publication originale
- Brongersma, 1948 : A new subspecies of Natrix mairii (Gray) from Dutch New Guinea. Proceedings of the Koninklijke Nederlandse Akademie van Wetenschappen, vol. 51, p. 372-381 (texte intégral).